# Fresnedoso de Ibor
Fresnedoso de Ibor ist ein spanischer Ort und eine Gemeinde (municipio) mit 239 Einwohnern (Stand: 2024) in der Provinz Cáceres in der Autonomen Gemeinschaft Extremadura.

## Lage und Klima
Fresnedoso de Ibor liegt im Osten der Provinz Cáceres in einer Höhe von ca. 470 m. Die Entfernung zur Hauptstadt Cáceres beträgt ca. 80 km (Fahrtstrecke) in westsüdwestlicher Richtung. Das Klima ist meist warm und trocken; der eher spärliche Regen (726 mm/Jahr) fällt hauptsächlich im Winterhalbjahr.

## Bevölkerungsentwicklung
| Jahr      | 1970 | 1981 | 1991 | 2001 | 2011 | 2021 |
| Einwohner | 805  | 568  | 504  | 344  | 317  | 265  |

Die zunehmende Mechanisierung der Landwirtschaft, die Aufgabe bäuerlicher Kleinbetriebe („Höfesterben“) und die daraus resultierende Arbeitslosigkeit auf dem Land haben seit den 1950er Jahren zu einem deutlichen Rückgang der Einwohnerzahlen geführt.

## Sehenswürdigkeiten
- Antoniuskirche (Iglesia de San Antonio Abad)

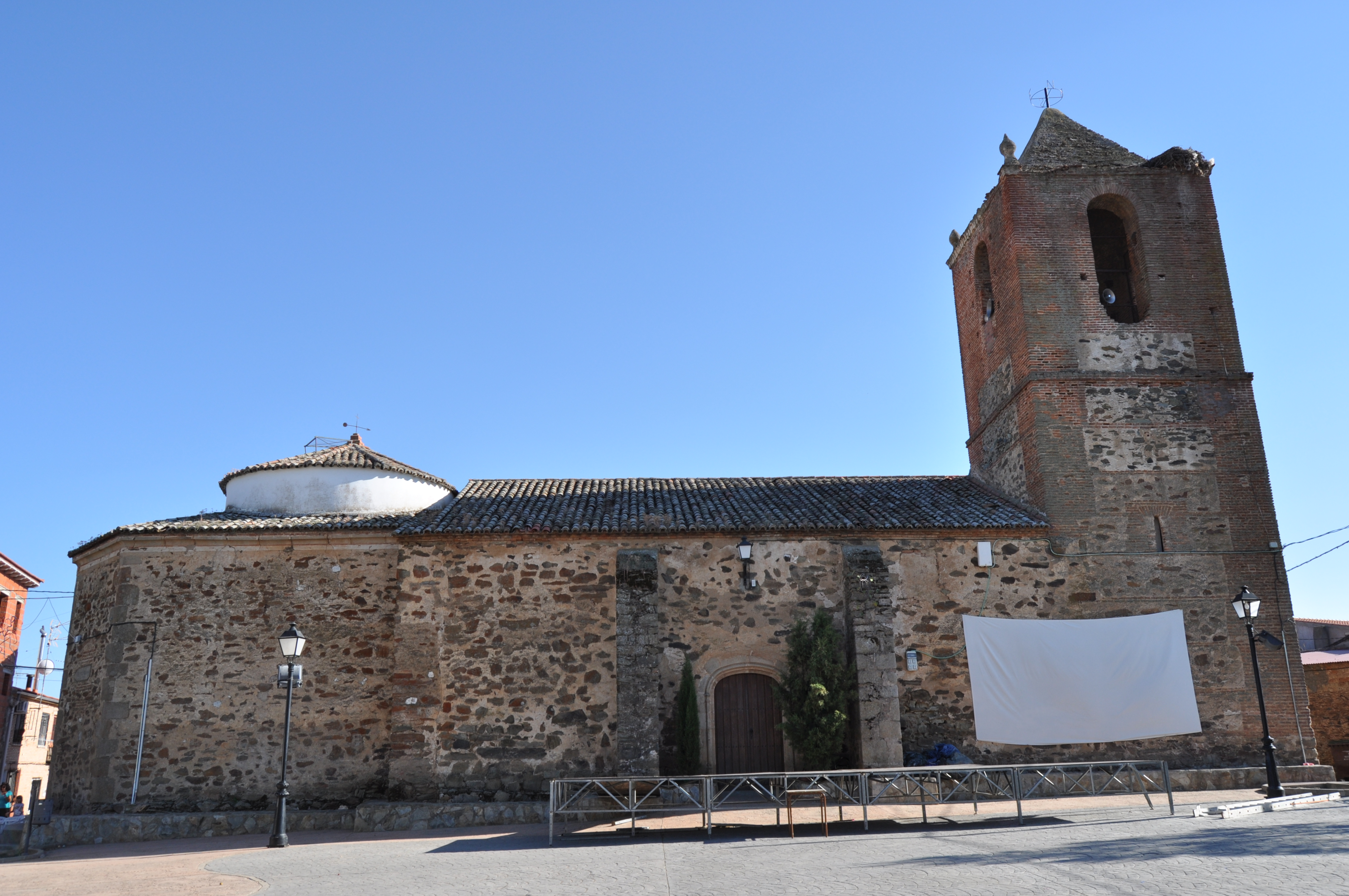
Antoniuskirche
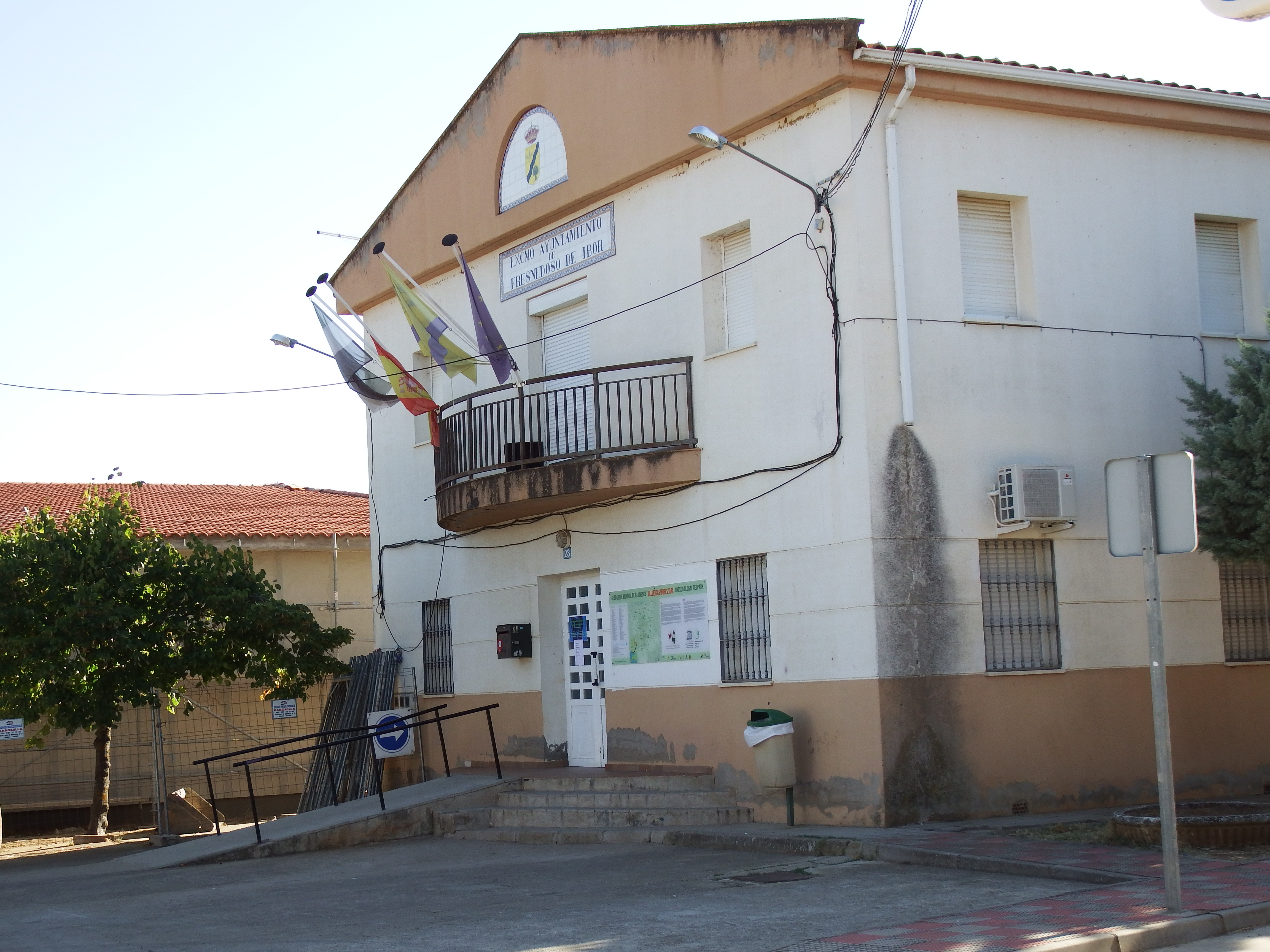
Rathaus